# Lithostege cinerata
Lithostege cinerata là một loài bướm đêm trong họ Geometridae.